# 소관사
소관사(所觀事)는 관(觀: 관찰, 명상)을 행할 일, 관찰해야 할 일 또는 관찰되는 일을 뜻한다.  관(觀: 관찰, 명상)을 행할 대상, 관찰되는 대상, 또는 관찰 대상을 뜻하는 관찰경(觀察境) 또는 소관경(所觀境)과 동의어이다.
세친의 《대승오온론》에 따르면 삼마지(三摩地)의 마음작용은 별경심소에 속하며 마음으로 하여금 소관사와 하나가 되어 산란하지 않게 하는[令心一境不散] 마음작용이다.
여기서 삼마지(三摩地)가 별경심소에 속한다는 것은 삼마지가 소관사에 대해서만 작용하는 마음작용이라는 것을 의미한다. 이는 삼마지가 대지법에 속한 것으로 분류한 설일체유부의 견해와는 다르다.
또한, 세친의 《대승오온론》에 따르면, 혜(慧)의 마음작용은 소관사(所觀事)에 대해 택법(擇法)하는 것[於彼擇法]을 본질적 성질로 하는 마음작용이다. 삼마지(三摩地)와 마찬가지로 혜(慧)가 별경심소에 속한다는 것은 혜(慧)가 소관사에 대해서만 작용하는 마음작용이라는 것을 의미한다. 이는 혜(慧)가 대지법에 속한 것으로 분류한 설일체유부의 견해와는 다르다.

## 같이 보기
- 경(境) 또는 인식대상
- 경계(境界)
- 결정경
- 관습경
- 관습사
- 소락경
- 소지경
- 증습경

## 참고 문헌
- 곽철환 (2003). 《시공 불교사전》. 시공사 / 네이버 지식백과. |title=에 외부 링크가 있음 (도움말)
- 미륵 지음, 현장 한역, 강명희 번역 (K.614, T.1579). 《유가사지론》. 한글대장경 검색시스템 - 전자불전연구소 / 동국역경원. K.570(15-465), T.1579(30-279). |title=에 외부 링크가 있음 (도움말)
- 세친 지음, 현장 한역, 권오민 번역 (K.955, T.1558). 《아비달마구사론》. 한글대장경 검색시스템 - 전자불전연구소 / 동국역경원. K.955(27-453), T.1558(29-1). |title=에 외부 링크가 있음 (도움말)
- 호법 등 지음, 현장 한역, 김묘주 번역 (K.614, T.1585). 《성유식론》. 한글대장경 검색시스템 - 전자불전연구소 / 동국역경원. K.614(17-510), T.1585(31-1). |title=에 외부 링크가 있음 (도움말)
- 세친 지음, 현장 한역, 송성수 번역 (K.618, T.1612). 《대승오온론》. 한글대장경 검색시스템 - 전자불전연구소 / 동국역경원. K.618(17-637), T.1612(31-848). |title=에 외부 링크가 있음 (도움말)
- 운허.  동국역경원 편집, 편집. 《불교 사전》. |title=에 외부 링크가 있음 (도움말)
- (영어) DDB. 《Digital Dictionary of Buddhism (電子佛教辭典)》. Edited by A. Charles Muller. |title=에 외부 링크가 있음 (도움말)
- (중국어) 미륵 조, 현장 한역 (T.1579). 《유가사지론(瑜伽師地論)》. 대정신수대장경. T30, No. 1579. CBETA. |title=에 외부 링크가 있음 (도움말)
- (중국어) 佛門網. 《佛學辭典(불학사전)》. |title=에 외부 링크가 있음 (도움말)
- (중국어) 星雲. 《佛光大辭典(불광대사전)》 3판. |title=에 외부 링크가 있음 (도움말)
- (중국어) 세친 조, 현장 한역 (T.1612). 《대승오온론(大乘五蘊論)》. 대정신수대장경. T31, No. 1612, CBETA. |title=에 외부 링크가 있음 (도움말)
- (중국어) 세친 조, 현장 한역 (T.1558). 《아비달마구사론(阿毘達磨俱舍論)》. 대정신수대장경. T29, No. 1558, CBETA. |title=에 외부 링크가 있음 (도움말)
- (중국어) 호법 등 지음, 현장 한역 (T.1585). 《성유식론(成唯識論)》. 대정신수대장경. T31, No. 1585, CBETA. |title=에 외부 링크가 있음 (도움말)